# Bielajewskaja (rejon tarnoski)
Bielajewskaja (ros. Беляевская) – wieś w Rosji, w rejonie tarnoskim obwodu wołogodzkiego. W 2010 r. liczyła 2 mieszkańców.